# یونیون (میزوری)
یونیون (به انگلیسی: Union) شهری در شهرستان فرانکلین ایالت میزوری است که جمعیت آن در سرشماری سال ۲۰۱۰ میلادی ۱۰٫۲۰۴ نفر بوده است.